# Balgarskata Lewiza
Bǎlgarskata Lewiza (bulgarisch Българската левица, wissenschaftliche Transliteration: Bǎlgarskata Levica) ist eine nicht im Parlament vertretene Partei in Bulgarien.
Die Partei wurde am 4. April 2009 gegründet, nachdem drei Mitglieder (Ilija Boschinow, Petko Todorow und Iwan Genow) des linken Flügels der Bulgarischen Sozialistischen Partei (BSP) aus der Partei ausgetreten waren. Die drei bilden heute das Präsidium der Bǎlgarskata Lewiza. Der Grund für ihren Austritt ist die rechte Politik der Regierung aus BSP, DPS und NDSW, die von 2005 bis 2009 regierte. Parteisymbol ist der Rote Stern.

## Geschichte
Der Gründung wohnten der ehemalige Kandidat für das Präsidentenamt Georges Gantschew, Krastjo Petkow (Vorsitzender des Vereinigten Arbeiterblocks), der Vorsitzende der Antifaschistischen Union Welko Walkanow, Sergej Nikolajewitsch Baburin (Rektor der Russischen Staatlichen Universität für Handel und Wirtschaft, ehemaliges Mitglied der russischen Duma und Vorsitzender der Russischen Volksunion) sowie der Raumfahrer Wiktor Wassiljewitsch Gorbatko bei. Die Rede des Gorbatkos auf Russisch wurde nicht übersetzt, weil die Delegaten eine Übersetzung für unnötig erachteten. Baburin beklagte Bulgariens NATO-Mitgliedschaft, schrieb jedoch Russland die Schuld zu, weil es sich nicht dagegen gewehrt habe und der damalige russische Verteidigungsminister selbst über eine Mitgliedschaft des Landes gesprochen habe. Die anfängliche Anzahl der Mitglieder betrug 4000. Ilija Boschinow lud auch den ehemaligen Premierminister Schan Widenow zur Mitgliedschaft in die Bǎlgarskata Lewiza ein.
Als Teil der Bulgarischen linken Koalition nahm Bǎlgarskata Lewiza an den Parlamentswahlen am 5. Juli 2009 teil und gewann 8762 Stimmen (0,21 %).
Ilija Boschinow, der Kandidat der Partei für das Bürgermeisteramt in Sofia gewann bei den Wahlen im August 2009 946 Stimmen (0,37 %) und belegte hiermit den siebten Platz.
Die Partei gehört der Europäischen Linken an und kooperiert auch mit der deutschen Partei Die Linke.

## Programm
Die Balgarskata Lewiza fordert die 50-prozentige Erhöhung der Grundrenten und -gehälter. Weiter setzt sich die Partei für kostenlose Bildung und ein kostenloses Gesundheitssystem ein, die staatliche Kontrolle über die Energieversorgung, die Wärmeversorgung und den Öffentlichen Nahverkehr. In ihrem Programm lehnt die Partei die militärische Präsenz fremder Mächte auf bulgarischem Territorium, die Einheitssteuer und die Teilnahme an NATO-Missionen ab.